# Чеченавто
ПАО «Чеченавто» — российское автомобилестроительное предприятие. Находится в городе Аргун Чеченской Республики. Предприятие создано в 1960 году, свой современный статус получило в 2008 году.

## История предприятия
Строительство Аргунского завода «Пищемаш» велось в 1960—1962 годах.
С 1962 по 1991 годы завод выпускал оборудование для пищевой промышленности — транспортные линии для разлива соков и вино-коньячной продукции, резервуары, оборудование. Головным предприятием для «Пищемаша» был Харьковский завод имени Малышева, который поставлял комплектующие детали. С распадом Советского Союза завод был остановлен.
В 1994—1996 годах и в 1999—2000 годах, во время военных действий, корпуса завода частично пострадали.
В 2004 году завод возобновил работу под названием Государственное унитарное предприятие «Аргунский завод „Пищемаш“»: введены две линии по производству профилированного настила. Также завод начал производство водонапорных башен, отопительных котлов, решёток, ворот и других металлических изделий.
В марте 2007 года на заводе начались восстановительные работы, которые были закончены к началу 2008 года.
В январе 2008 года Правительство Чеченской Республики и руководство ОАО «АвтоВАЗ» подписали соглашение, согласно которому в Чеченской Республике планировалась организация производства автомобилей на ГУП «Завод „Пищемаш“».
5 мая 2008 года состоялось официальное открытие нового производства. С конвейера «Пищемаша» сошли первые два автомобиля ВАЗ-21074, после чего началось массовое производство автомобилей данной модели.
В 2008 году на базе предприятия было создано Открытое акционерное общество «Чеченавто». В 2010 году начат процесс создания холдинга «Федеральный научно-производственный центр автомобильной спецтехники „Чеченавто“».
В конце 2010 года на заводе собран первый малотоннажный грузовик «Ворд» (в переводе с чеченского языка «телега»).
В августе 2011 года на заводе была запущена сборка автомобиля Lada Priora.

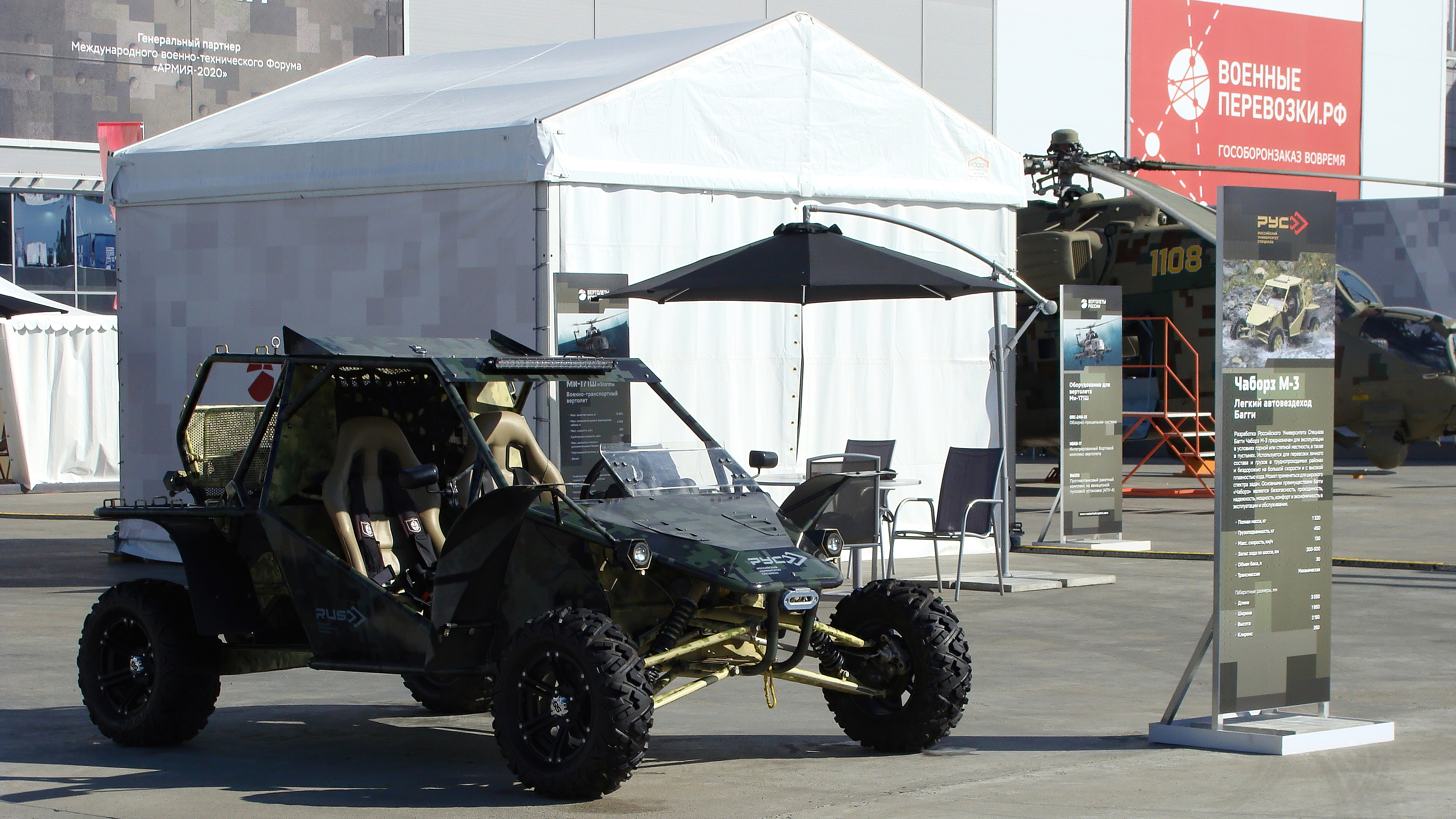
Чаборз М-3 на выставке «Армия-2020»

В 2017 году были созданы багги «Чаборз М3» и «Чаборз М6» .

## Интересные факты
В 2008 году высказывались планы по выпуску мощностями завода «Пищемаш» лёгкого внедорожника АПАЛ-2154, собранного на базе узлов и агрегатов автомобиля «Жигули».